# 슈퍼맨 일지매
"슈퍼맨 일지매"는 1990년에 개봉한 대한민국의 영화이다.

## 캐스팅
- 최수종 : 동수 역
- 강희영 : 영옥 역
- 송전호 : 문철 역
- 허홍권 : 학규 역
- 김보경 : 수정 역
- 양지선 : 정아 역
- 국정환
- 박동룡
- 주상호
- 윤일주
- 김기범
- 조운
- 마빈
- 조학자
- 송윤주
- 장동일
- 황인조
- 정병용
- 정봉현
- 남진모
- 김민수